# أليكو دانغوتي
أليكو دانغوتي (بالإنجليزية: Aliko Dangote)‏ من مواليد 10 أبريل 1957 في كانو بنيجيريا، رجل أعمال ملياردير نيجيري، وأغنى شخص في نيجيريا وأفريقيا. يمتلك أليكو دانغوتي شركة «دانغوتي للأسمنت» وأيضا رئيس «مجموعة دانغوتي» التي تعمل في العديد من بلدان أفريقيا مثل بنين وإثيوبيا والسنغال والكاميرون وغانا وجنوب أفريقيا وتوغو وتنزانيا وزامبيا وتتركز أنشطة «مجموعة دانغوتي» على قطاعات السكر والأسمنت والطحين.
يعتبر أغنى رجل في أفريقيا بثروة تتجاوز 9 مليار دولار$ حسب مجلة فوربس، كما يعد من أكبر أثرياء العالم.

## تنويع الاستثمارات
تتركز أنشطة مجموعة «دانغوتي» على قطاعات السكر والأسمنت والطحين، لكنها تحرص على تنويع استثماراتها والدخول في مجالات أخرى مثل العقارات والاتصالات والصلب والنفط والغاز وتكرير النفط الخام لتزويد نيجريا بالبنزين. وبفضل هذا التنوع قفزت قيمة العائدات السنوية للمجموعة لـ 3 مليارات دولار، وساعدت في خلق عديد من فرص العمل على مستوى القارة السمراء.

## روابط خارجية
- أليكو دانغوتي على موقع الموسوعة البريطانية (الإنجليزية)
- أليكو دانغوتي على موقع مونزينجر (الألمانية)